# Pszilocibin
A pszilocibin (4-foszforiloxi-N,N-dimetil-triptamin) a triptamin családba tartozó  pszichoaktív alkaloid. Több gombafajban is jelen van, leginkább a Psilocybe gombák nemzetségében, mint például a Psilocybe cubensis, a Psilocybe semilanceata és a Psilocybe mexicana de izolálták egy tucatnyi más nemzetségből is (elsősorban Conocybe, Panaeolus, Stropharia nemzetségekből). Vegyészeti analízisét elsőként Albert Hofmann végezte el, és ennek során két pszichoaktív komponenst jelölt ki: a pszilocint és a pszilocibint. A pszilocin könnyen lebomlik szárításkor, vagy hő hatására, ellentétben a pszilocibinnel ami tovább megmaradhat a kiszárított gombákban. A pszilocibin kevéssé mérgező. A toxikológiai nyilvántartás szerint a 641-es értéket kapta, ami messze nem közelíti meg például a nikotin vagy az aszpirin értékét.

## Előfordulása
A pszilocibin változó koncentrációban több mint 200 bazídiumos gombafajban van jelen. A legtöbb ezek közül Mexikóban található (53 faj), a fennmaradó gombák közül a legtöbb az Egyesült Államokban és Kanadában (22 faj), Európában (16 faj) és Ázsiában (15 faj) él.   Általában a pszilocibin tartalmú gombafajok sötét spórás gombák, melyek leginkább a réteken és erdőkben, szubtrópusi és trópusi területeken, humuszban és a növényi maradványokban gazdag talajon nőnek.  A pszilocibin gomba a föld minden kontinensén előfordul, de a legtöbb faj a szubtrópusi nedves erdőkben található. A Pszilocibin fajok gyakran megtalálhatóak a trópusokon. Például a P. cubensis és P. subcubensis. A Psilocybe semilanceata a legelterjedtebb pszilocibin tartalmú gomba a világon, mely megtalálható Európában, Észak-Amerikában, Ázsiában, Dél-Amerikában, Ausztráliában és Új-Zélandon, de Mexikóban nem él meg.

## Hatások
Megrágás után a szájban tartva kb. 10 perc alatt, elfogyasztva 30-60 perc alatt kezd hatni, de előfordul az is, hogy az első jelek csak 2 órával az elfogyasztás után jelentkeznek. Hatása 2-6 óra hosszan tart, és utolsó felében-harmadában fokozatosan csökken. Ezt követően akár 8 óráig is eltarthat, míg teljesen visszatér a hétköznapi valóság észlelése; ez idő alatt mellékhatásként inszomnia léphet fel.

### Fizikai hatások
Megjelenhet fázás, felpuffadás vagy émelygés, gyomorkavar, fokozott bélgáztevékenység, pupillatágulás, szédülés. Nagyobb dózis esetén hányás is előfordulhat. A kellemetlen fizikai hatások nagy része elsősorban a tudatváltozás (trip) első szakaszára jellemző; a mentális hatások kiteljesedésével jórészt a háttérbe szorulnak.

### Mentális hatások

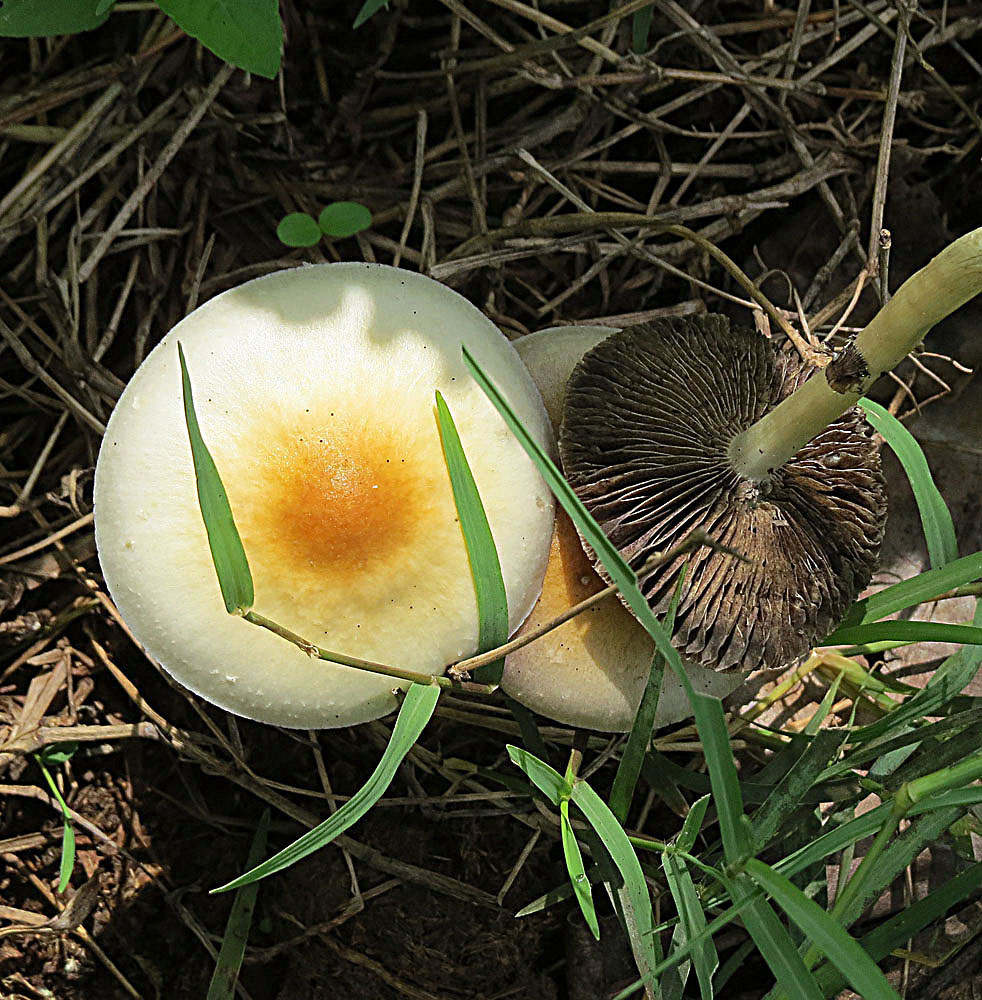
A Psilocybe cubensis egy közepes erősségű pszilocibin gomba

Hatása alatt megváltozik az érzékelés  térben és időben, a gondolkodásmód, az érzésvilág és a létszemlélet.
Ahogy a hatások kiteljesednek, sokféle érzékelésbeli változás történik. A csukott szemű képhatások nagyon gyakoriak a pszilocibin gomba hatása alatt. A rendes csukott szemű foltok mintákat, formákat, különböző alakzatokat öltenek. A kreatív képi fantázia javulása és spontán részletes képek képzete is a jellemzőbb hatások közé tartozik.
Vannak, akiknél gyakoriak a nyitott szemű képhatások is, és nagyobb dózisoknál valószínűbb az előfordulásuk. A fény ragyogóbbnak látszik, szebbnek tűnik, vagy csillogó hatása van, néha úgy tűnik, mintha mozogna valami a periférikus látómezőben, a fények körül aura látszik, csillag-minta hatások, szivárványozódás a világítás körül, és képi hallucinációk is megjelenhetnek.
Az érzékelésbeli változásokon kívül jellemző a gomba-élményre a gondolati felfokozottság, néha fokozott koncentrálási képesség, néha csökkent koncentrálási képesség, szemléletváltozások, az átlátás érzése, hirtelen érzelmi változások, érzelmi érzékenység érzése, idő-tágulás érzése, otthonosság érzése, ami hangsúlyosabb azoknál, akik már gombáztak korábban, összetartozás és kapcsolat érzése, és megnövekedett érzelmi érzékenység. Megnövekedhet továbbá az érzelmi természetű problémákra vagy emlékekre való koncentrálás képessége.
Előfordulhat, hogy „gondolati hurokban” reked az ember, ami egyetlen gondolat vagy érzés (általában negatív vagy fájdalmas) állandósulása. Előfordulnak még korábbi érzésekkel és saját életmóddal kapcsolatos felismerések, az aktuális életstílus és viselkedési formák új nézőpontba kerülnek. Feltűnővé válnak bizonyos dolgok, amik egyébként nem tűnnek fel, vagy maguktól értetődőnek tűnnek. Megjelenhet csodálat, bátorság, öröm, szomorúság, elkeseredettség, vallásos megértés, megelégedettség érzése, a közelben lévőkkel való kapcsolat érzése, szorongás, nemkívánatos vagy rémisztő gondolatok. Előfordulhat paranoia és zavarodottság is. Látens pszichés krízisek a felszínre jöhetnek.
Intenzívebb trip során szélsőséges érzelmi reakciók jelentkezhetnek, elnyomott emlékek vagy látens pszichés krízisek a felszínre jöhetnek. Intenzív csodálat, kapcsolat, öröm, félelem érzése. Előfordul a szélsőséges idő-tágulás érzése: egy órát figyelve például a másodpercek szemmel láthatóan több percig tartanak.

### Hosszú távú hatások
A gomba átmenetileg erős változásokat idézhet elő a használója élet- és valóságérzetében, intenzív pszichoaktív élményt okozhat. Az élményt nagy mértékben befolyásolják a korábbi tapasztalatok, valamint a set és a setting (az illető lelki- és egyéb állapota, és a trip körülményei). A közelmúlt élményei, főleg az intenzívebb élmények jelentős hatással lehetnek az élmény lefolyására. A tripet megelőző napok fizikailag vagy pszichésen felkavaró eseményei súlyosabb traumákká nőhetik ki magukat a trip által. Fontos, hogy fel legyünk készülve az esetlegesen előálló zavaros vagy rémisztő elmeállapot kezelésére.
A gomba nem okoz fizikai függőséget, és a pszichés függőség kialakulása sem valószínű. Valójában a legtöbb ember egy újabb trip utáni vágya az élmény után egy időre erősen lecsökken, de mint minden anyagot, a gombát is van, aki gyakrabban használja, mint ahogy jól esne. A gomba elfogyasztása után az anyaggal szemben egy rövid ideig tartó tolerancia alakul ki; ha két egymást követő nap használunk gombát, akkor a második alkalommal valószínűleg sokkal gyengébb lesz a hatás. Ez a tolerancia viszont 5-7 nap alatt szinte teljesen megszűnik.

## Orvosi felhasználásával kapcsolatos kutatások
Pszilocibin az 1960-as években számos esetben volt kutatás tárgya, például a Leary és Alpert vezette, Harvardon folyó kutatássorozat során, amit Pszilocibin-projektnek neveztek. A  Pszilocibin-projekt során  számos kísérletet végeztek annak megállapítása érdekében, hogy mekkora és milyen jellegű gyógyhatással rendelkezik a pszilocibin. 
Az amerikai FDA által engedélyezett, pszilocibinnel végzett első klinikai kísérletet 1970-ben Francisco Moreno végezte az Arizonai Egyetemen, obszesszív-kompulzív zavarban szenvedő betegeken. A kísérleti tanulmány megállapította, hogy ha képzett szakemberek orvosi környezetben alkalmazzák, a pszilocibin használata jelentősen csökkenti az obszesszív-kompulzív tüneteket a betegek többsége esetében. 
Ezt a hatást többnyire arra vezetik vissza, hogy a pszilocibin képes csökkenteni az 5-HT 2A receptorok szintjét, ami csökkenti a szerotoninnal szembeni érzékenységet.  A 2000-es évek első évtizedében  megszaporodtak a pszichedelikus drogok potenciális klinikai alkalmazásával kapcsolatos kutatások, mint például a pszilocibin szorongásos zavarokra, súlyos depresszióra, és a különböző szenvedélybetegségekre gyakorolt hatásának vizsgálatára irányuló kutatások.  A pszilocibin kutatások egyik legígéretesebb eredményének  bizonyult, hogy a pszilocibin jelentős mértékben képes volt enyhíteni a cluster fejfájás okozta fájdalmat, ami a legerősebb fejfájás, melyre nem létezik hatásos gyógymód. Egy 2006-os tanulmányban arról számolnak be, hogy egy cluster fejfájásban szenvedő beteg fejfájási rohamait megszüntette a pszilocibin, valamint tartós tünetmentességet biztosított számára a pszilocibin kezelés, mely az LSD-hez hasonlóan hatásosnak bizonyul.
A Harbor-UCLA orvosi központban 2004 és 2008 között Charles S. Grob, Alicia Danforth és munkatársai egy kísérlet során 12 haldokló pácienst kezeltek közepes dózisú pszilocibint tartalmazó kapszulával. A kísérletben olyan betegek vettek részt, akiket korábban gyógyíthatatlan, utolsó stádiumú rákos megbetegedéssel diagnosztizáltak, valamint az élethelyzetük miatt a rájuk váró halál és fájdalmak miatti depressziós és szorongó állapotban voltak. A pszilocibin kezelés alatt felügyelték és támogatták a betegeket. A kísérlet eredményeként a páciensek hangulata javult, szorongásuk elmúlt, minimálisra csökkentek a halál és a rájuk váró szenvedés miatti félelmeik, rendezték kapcsolataikat és megbékéltek másokkal, valamint megbékéltek a gyógyíthatatlan rákos megbetegedés miatti élethelyzetükkel is. Ugyanakkor a kísérletet végző orvosok kidolgozták a pszilocibin-kezelés biztonságos, pozitív eredményt produkáló módját, és azt is megállapították a JAMA Psychiatry című szaklapban publikált cikkükben, hogy az orvosi pszilocibin kezelés biztonságos módon megvalósítható.

## Története
A világ számos pontján fogyasztották és fogyasztják mindmáig, vallásos-mágikus szertartások keretében. Leginkább gyógyításra, ismeretek szerzésére, képességek feltárására, kibontakoztatására használták. Ennek eredete valószínűleg az emberiség hajnaláig nyúlik vissza. A gomba használatáról szóló első európai feljegyzés egy 16. században élt spanyol pap tollából származik, aki beszámolt az aztékok peyote- és gombafogyasztási szokásairól. A legújabb korban elsőként 1957-ben R. Gordon Wasson dokumentálta, és a „Life Magazine”-ban publikálta saját pszilocibin gomba élményét. A gomba hatóanyagát, a pszilocibint nem sokkal ez után izolálták. Az 1960-as évek közepétől megkezdődött a gomba vizsgálata és rekreációs célokból való használata. 1968 óta az Egyesült Államokban a pszilocibin tartalmú gombák birtoklása törvénybe ütköző vétség, a gomba hatóanyagai pedig a heroinnal azonos besorolásba kerültek.

## Jogi státusz
Magyarországon Btk. 282-283. § alapján, mind a pszilocibin, mind pedig a pszilocin kábítószernek minősülő anyag. Így tehát a pszilocibin gomba birtoklását, fogyasztását, átadását és előállítását a törvény magánszemélyek esetén bünteti. Gyógyászati célú tevékenység esetén a pszilocibin felhasználása a törvény szerinti engedélyeztetési eljárás betartása esetén legális.